# Burni Uningbertih
Burni Uningbertih är ett berg i Indonesien.   Det ligger i provinsen Aceh, i den västra delen av landet, 1 600 km nordväst om huvudstaden Jakarta. Toppen på Burni Uningbertih är 1 678 meter över havet, eller 133 meter över den omgivande terrängen. Bredden vid basen är 5,8 km.
Terrängen runt Burni Uningbertih är kuperad åt nordost, men åt sydväst är den bergig.Runt Burni Uningbertih är det mycket glesbefolkat, med 5 invånare per kvadratkilometer. I omgivningarna runt Burni Uningbertih växer i huvudsak städsegrön lövskog.